# Svarttjärnen (Degerfors socken, Västerbotten, 715704-166596)
Svarttjärnen är en sjö i Vindelns kommun i Västerbotten och ingår i Umeälvens huvudavrinningsområde.